# Alpine Skiweltmeisterschaften 1954
Die 13. Alpinen Skiweltmeisterschaften fanden vom 28. Februar bis 7. März 1954 in Åre in Schweden statt.

## Vorbemerkungen
Es gab mit einer recht eingeengten Beschränkung mit nur acht Läufern/Läuferinnen pro Nation, wovon in jedem Bewerb nur vier eingesetzt werden durften, eine unterschiedliche Handhabung zur zuvor beendeten nordischen Skiweltmeisterschaften, in der die Skandinavier die Möglichkeit gehabt hatten, in ihren Domänen mehr als vier pro Wettkampf an den Start zu senden. Dies wurde dementsprechend in den Vorschauen kommentiert.
Zum damaligen Zeitpunkt hatte außerdem die Alpine Kombination einen recht hohen Stellenwert, weshalb die Medienvertreter – und damit das interessierte Publikum vor Ort oder als Leser- und Hörerschaft dieser Berichterstattung – ihre Reports von bzw. ihr Interesse an den abschließenden Rennen (Damenslalom, Herrenabfahrt) recht stark mit dem Blick auf das Kombinationsresultat verquickten.

## Vorschau im «Sport Zürich»
In einer Vorschau in der Ausgabe Nr. 24, S. 3 (Überschrift «Am Sonntag Beginn der Alpinen Ski-Weltmeisterschaften in Are»), frägt «Sport Zürich» vorerst, ob (vor allem bezogen auf die Herrenbewerbe) die Bezeichnung «Weltmeisterschaft» noch richtig sei, da es eine Restriktion der Teilnehmerzahl (mit nur vier Athleten pro Bewerb) gegeben hat – und dies, obwohl das Programm mit der neu eingeführten Dreier-Kombination erweitert worden war. Es wurde zwar Verständnis für eine Begrenzung gezeigt, doch hätte (wie bei den Nordischen) eine Differenzierung zwischen Kombinierten und Spezialisten vorgenommen werden sollen. Hauptleidtragende seien dabei die Österreicher, die bei ihrem Überfluss an Spitzenfahrern die Beschränkungen am meisten zu spüren bekommen. Aber auch die Schweizer müssten sich hinsichtlich der Beschickung ähnliche Gedanken machen. Eine Zulassung von drei Kombinierten und drei Spezialisten zu jeder Disziplin würde den Weltmeisterschaften einen ganz anderen Anstrich verleihen.
In einer Chancenberechnung, bei der die genannten Restriktionen zu berücksichtigen waren, wurde im Herrenbereich bei den ÖSV-Fahrern in erster Linie Christian Pravda genannt, der als in der Abfahrt und im Slalom als gleich stark einzustufen, dem Ideal eines Kombinierten entspricht. Aber auch die übrigen Selektionierten, in erster Linie sollten Walter Schuster, Toni Spiss und Othmar Schneider (dieser hat erst kurz vor den Championnats wieder Rennen bestritten, nachdem er sich anlässlich des ersten Schneetrainings den Fuß verknackst hatte) die «Einser-Garnitur» sein, waren samt und sonders Mitfavoriten – und es wären alle Kalküle von Sportchef Fred Rößner zu hinterfragen, denn der müsste auch Anderl Molterer als besten Fahrer der letzten Saison berücksichtigen, wenngleich der Kitzbüheler diesen Winter noch nicht diese Vorjahrsform erreicht hätte. Die jugendliche Reserve der 22-Jährigen werde durch Ernst Hinterseer, Martin Strolz und Ernst Oberaigner ergänzt.
Bei den Deutschen werde auf «Beni» Benedikt Obermüller gehofft, wenngleich er in diesem Winter wegen einer Blinddarmoperation noch nie gegen die Weltklasse angetreten war. Die übrigen (Beppi Schwaiger, Hanspeter Lanig, Hans Hächer und Willi Klein) wurden als nicht stark genug betrachtet, um die Front der Spitzenklasse zu durchbrechen.
Die Schweizer Burschen stünden bestimmt nicht auf verlorenem Posten, mit der richtigen Einstellung und falls sie in ihrer besten Verfassung antreten könnten, wären sie imstande, den matten Eindruck der Nordischen in Falun zu korrigieren. Die Teamverantwortlichen Vital Renggli und Arnold Glatthard hätten bei der Bestimmung von Kombinierten und Spezialisten eine schwere Verantwortung – und schon jetzt wurde vorgewarnt, dass nach den Weltmeisterschaften nicht mit großem «wenn und aber» operiert werden und behauptet werden solle, die Nichtstartenden hätten ihre Sache besser gemacht. Bedauerlicherweise konnte Bernhard Perren nicht mit dabei sein, der der größte Trumpf des SSV gewesen wäre – er hatte bei der Lauberhornabfahrt am 9. Januar bei einem Sturz einen Knöchelbruch erlitten.
Vom französischen Team schien Firmin Mattis für eine erstklassige Slalomleistung gut zu sein, während Bernard Perret, André Simond, Charles Bozon, Gérard Pasquier und der «alte» James Couttet Chancen auf ehrenvolle Plätze besitzen würden.
Die Italiener würden nach dem Rücktritt von Zeno Colò (er galt offensichtlich nicht mehr als Amateur, weshalb er nicht startberechtigt war; ein von ihm eingebrachter Einspruch beim italienischen Verband schien nicht erfolgreich gewesen sein) auf verlorenem Posten stehen, obschon die jungen Burschen, David und Otto Gluck (mögliche Schreibweise „Glück“?) für die Zukunft zu beachten seien, und Carlo Gartner sei der letzte Vertreter der alten Garde.
Die US-Amerikaner hätten sich bei den Holmenkollenrennen nachdrücklich in Erinnerung gerufen, wobei – nebst den beiden schon vor zwei Jahren in Oslo recht gut gefallenden Bill Beck und Brook Dodge – der überraschende erst 17-jährige Holmenkollen-Abfahrtssieger Wallace Werner indessen noch stärker erscheine.
Bei den Norwegern könne stark mit Stein Eriksen gerechnet werden, der (neben den Österreichern) am meisten Chancen auf Titel in der Dreier-Kombination, im Slalom und im Riesenslalom besitzt (Anmerkung: was sich auch dementsprechend bewahrheitet hat). Schwer falle der Ausfall von Guttorm Berge ins Gewicht, der sich im Training einen Beinbruch zugezogen hatte.
Bei den Schweden wäre Olle Dahlman nicht abzuschreiben; Stig Sollanders Antreten wurde als ungewiss bezeichnet.
Hinsichtlich der Damen wurde ein Dreikampf Österreich – Deutschland – USA prophezeit, die vor allem als Mannschaften am besten abschneiden würden. Österreich habe rasch wieder gesunden Nachwuchs erhalten, es werde eine vielversprechende Mischung von Routiniers und Jungen an den Start gehen. Erika Mahringer und Trude Klecker verfügten über die notwendige Erfahrung, unter den jüngeren Fahrerinnen werde Lotte Blattl und Luise Jaretz am meisten Kredit geschenkt, ohne Regina Schöpf, Rosi Sailer und Thea Hochleitner zu übersehen.

Bei den Deutschen müsse die dreifache-Oslo-Medaillengewinnerin Mirl Buchner voran genannt werden, der im entscheidenden Moment wieder Spitzenplätze zuzutrauen wären. Über den anderen standen Fragezeichen: Marianne Seltsam schien sich von ihrem schweren Unfall erholt zu haben, so dass mit ihr wieder zu rechnen war. Ossi Reichert war bei den deutschen Meisterschaften wegen einer Knöchelverletzung nicht angetreten, in deren Abwesenheit war Evi Lanig mit Vorsprung vor Buchner Kombinationsmeisterin geworden.

Im US-Team war Katy Rodolph aus Colorado zur «Nummer eins» erhoben worden, auch Jeanette Burr würde in Europa keine Empfehlungen mehr benötigen, wenngleich zu zweifeln sei, ob beide eine Andrea Mead-Lawrence vollwertig ersetzen könnten.

Bei den Französinnen müsse man Lucienne Schmith-Couttet, Marysette Agnel und Odile Aublin im Auge behalten, Italien schicke nochmals Celina Seghi ins Feuer, in deren Erfolgsliste immer noch ein Weltmeistertitel fehle. Anna Pellissier und Maria Grazia Marchelli seien unsichere Anwärterinnen. Bei den Nordländerinnen scheine die Einheimische Sarah Thomasson gut disponierte zu sein. Die Norweger würden auf Margit Hvammen und Borghild Niskin vertrauen. Die Kanadier hätten in Lucille Wheeler und Anne Heggtveit ihre besten Repräsentantinnen.

Angesichts all dieser Konkurrenz würden es die beiden Schweizerinnen sehr schwer haben. Bei Madeleine Berthod war die Frage gegeben, wie sie der psychischen Belastung standhält, denn dann wären ihr gute Resultate zuzutrauen – und die Aussichten von Ida Schöpfer wurden etwas vorsichtiger beurteilt.

### Eröffnungs- und Schlusszeremonie
Die Eröffnungsfeier fand am Abend des 27. Februar oberhalb des Veranstaltungsortes unter Teilnahme der Delegationen aus 21 Ländern statt.
Am Abend des 7. März wurden mit einer eindrucksvollen Feier auf dem Zielplatz am Fuße des Åreskutan die Weltmeisterschaften durch Prinz Bertil, der auch noch die Siegerehrung für Damenslalom und -kombination sowie Herrenabfahrt und -kombination vornahm, offiziell beendet.

Marc Hodler erklärte in seiner Schlussansprache, „Schweden habe zwar nicht einen Medaillensegen erlebt, aber es gebühre ihm die größte Medaille für die wunderbare Organisation. Auch diese Weltmeisterschaften haben bewiesen, welche Werte der Sport als Mittel zur Verständigung unter den Völkern besitzt“. Der schwedische Prinz hatte mit den Worten, „Ich danke der Ski-Elite der ganzen Welt für ihren hervorragenden Sportgeist, der auch für die Zukunft ein gutes Zusammenleben in Kameradschaft erwarten lässt“, geschlossen.

Danach wurden die Flaggen Schwedens, des Jämtlandes und das weiße Banner der FIS eingeholt, es wurden 17 Böllerschüsse aus vier Haubitzen abgefeuert. Darauf marschierten die teilnehmenden Mannschaften mit ihren Landesfahnen durch ein dichtes Spalier von mehreren tausend Zuschauern in ihre Quartiere zurück. Allen Aktiven und Betreuern waren als Erinnerungsgeschenk eine bunte Schwedenmütze geschenkt worden.

## Erwähnenswertes
- Der Schweizer Skiverband hatte auf Grund eines noch vor den Schweizer Meisterschaften getroffenen Beschlusses des Selektionsausschusses nur zwei Damen entsandt. Dies traf Frieda Dänzer schwer, denn sie holte kurz darauf den Abfahrtstitel in Wengen. Diese Maßnahmen wurden von den Schweizer Medien dementsprechend, z. B. der Frage «Gibt es einen Fall Dänzer?», kommentiert.[2] Die Schweizer Delegation unter Leiter Vital Renggli trat mit den 2 Damen und 8 Herren und diversen Betreuern bereits am Abend des 18. Februar von Basel aus die Reise nach Schweden an. Sie hatten ein intensives Training hinter sich; jeder war durchschnittlich 230 km Abfahrt mit einer gesamten Höhendifferenz von 40.000 m gefahren, auch der Slalom wurde nicht vernachlässigt. Die Aktiven hatten diese Art von Vorbereitung bevorzugt, weil sie auf diese Weise den aus dem Frühwinter herrührenden Trainingsrückstand aufholen konnten.[3]
- Zum ersten Mal seit den Weltmeisterschaften von Mürren 1931, als es sogar einen vierfach-Erfolg für die Schweiz in der Abfahrt gegeben hatte, wurde erneut ein Herren-Podium von nur einer Nation, diesmal den österreichischen Herren in der Abfahrt, eingenommen. (Die Damen haben vor dem Krieg durch Deutschland bzw. das Deutsche Reich im Slalom 1937, in der Abfahrt und Kombination 1938 und in der Abfahrt 1939, hier dank der «Ostmärkerin» Helga Gödl, Dreifach-Erfolge gefeiert.)
- Schneemangel hatte vorerst die Veranstalter vor große Probleme gestellt. Dazu hatte auch noch ein heftiger Südsturm die für die Rennen vorgesehenen Berghänge des Åreskutan freigescheuert. Doch das in der Gegend von Åre stationierte Militärregiment half aus, präparierte zunächst den für den ersten Bewerb, den Slalom, vorgesehenen Hang, schaufelte den ganzen Hang vor Schnee und streute auch noch Salz dafür, dass sich die Unterlage etwas verfestigte. Einziger Kritikpunkt war die Länge des Slaloms mit über 70 Toren, denn im Verhältnis zur als eher kurz anzusehenden Abfahrt war dies mit Rücksicht auf die Kombinationswertung nicht geschickt.
- Für den Sonntag, 28. Februar, dem Herren-Slalom, konnte von den Pressevertretern großes Lob ausgesprochen werden. Sie hatten Plätze auf einer erhöhten Tribüne erhalten. Es gab zwar gewisse administrative Undinge, aber die technische Durchführung verlief einwandfrei. Sehr schnell waren die Resultate (noch dazu in Hundertstelsekunden) bekanntgegeben und angeschrieben worden, und kaum hatten die Läufer den zweiten Durchgang beendet, wurde man auch schon über die Gesamtzeit orientiert.

Zahlreiche Extrazüge hatten Tausende von Schlachtenbummlern hergebracht, dazu gab es sogar auf einem nahe gelegenen gefrorenen See eine Flugzeug-Landepiste. Die Besucherzahl wurde mit 10.000 geschätzt. In einer weiteren Betrachtung in einem auf Seite 11 in Spalte 4 unten beginnenden Artikel mit der Überschrift «Am Rande der Pisten von Are» in «Sport Zürich» Nr. 27 vom 5. März 1954 wurde aber festgestellt, dass trotz der lobenswerten Organisation und auch der Tausenden von Zuschauern nicht jene Stimmung am Rande der Pisten hervorgezaubert werde, wie sie bei den Rennen in den Alpen empfunden wird. Außerdem wurde – auch als Replik auf die Kritik der nordischen Zeitungen zu St. Moritz 1948, die von einer «Hotel-Olympiade» geschrieben hatten – dass auch in Åre hinsichtlich der Hotelpreise Wucher betrieben werde. Die Medienvertreter hatten schon am ersten Tag im Pressehotel ihre Pension bezahlen müssen, darauf hatten sie ein Couponheft für drei Mahlzeiten am Tag erhalten – und die Coupons verfielen, wenn sie (was mehrmals der Fall war) nicht genützt wurden. Nebst den ohnehin nicht niedrigen Preisen hatte die Postverwaltung die Idee entwickelt, wonach an der allgemeinen Fernschreibstelle neben der Übermittlungsgebühr noch ein Zuschlag von 2 Kronen pro drei Minuten für das Personal zu bezahlen war.
- Aus einer Bilanz von «Sport Zürich» Nr. 29 vom 10. März 1954, S. 2, geht hervor, dass 146 Journalisten, 36 Radioreporter und 43 Fotografen vertreten waren.

### Schlussbilanz
Das Resümee für die Schweizer Damen fiel überwältigend aus, denn mit nur zwei Gestarteten war die Medaillenausbeute (2 Gold, 3 Silber) außerordentlich – und wenn Berthod im zweiten Slalomdurchgang nicht den Kopf verloren hätte, wäre auch da noch der Titel möglich gewesen. Von Schöpfer wusste man zu diesem Zeitpunkt bereits, dass der Slalom ihr letztes Rennen gewesen war, denn sie hatte ihre Hochzeit bevorstehen und wollte sich danach nur mehr den Hausfrauenpflichten widmen.

Hinsichtlich der Herren bilanzierte die «Arbeiterzeitung Wien» (Ausgabe vom 9. März 1954, S. 8, im Artikel mit der Überschrift «Dreifacher Sieg am letzten Tag»), dass die Österreicher vorerst unter ihrem Wert geschlagen worden waren, einige Läufer ihre Höchstform überschritten hatten, das Training zu früh begonnen worden war – dazu hatten die aufreibenden Kämpfe im Weltmeisterschaftskader der Nerven der Fahrer stark beansprucht. Dazu liege die Stärke der ÖSV-Fahrer nicht darin, einen Fahrer von Weltklasse zu besitzen, es gäbe zwölf Läufer, von denen jeder stark genug gewesen sei, in Åre zu starten. Der alpine Skilauf sei in dieselben Bahnen geraten wie Fußball und andere Professional-Sportarten. Um Weltklasse zu sein, muss ein Läufer sechs Monate für Training und Rennen opfern – und oft stünden hinter dieser Jagd nach sportlichem Erfolg die Jagd nach ganz anderen Dingen.

Arno Glatthard als einer der Verantwortlichen des Schweizer Teams, betonte, dass sich bei Ida Schöpfer auch deren zehnjährige Rennerfahrung bemerkbar gemacht habe. Bezüglich der Herren zeigte er sich relativ zufrieden. Beim Slalom sei mehr zu erwarten gewesen, aber es habe sich bei dieser scharfen Konkurrenz gezeigt, dass die SSV-Läufer zur Weltspitze zählen. Es sei auch bewiesen worden, dass die Vorbereitungen richtig waren, was am Beispiel der Österreicher zu ersehen waren, die vorher zu viel herumgereist seien. Stein Eriksen sei auch ein Beispiel dafür, dass nur die richtige Dosis internationaler Rennen erfolgversprechend sei, aber auch der Norweger sei nicht unschlagbar. Die richtige Atmosphäre habe sich erst am letzten Tag eingestellt – und es müsse für die Zukunft geachtet werden, dass Weltmeisterschaften an Orten stattfinden, deren Pisten absolut schneesicher sind.

Es wurden auch mehrere Pechvögel genannt, so Walter Schuster, der sowohl 1948 als auch 1950 verletzungsbedingt gefehlt hatte und diesmal wieder vor der Abfahrt, auf die er sich konzentriert hatte (nachdem er die beiden vorherigen Rennen als Zuseher erleben hatte müssen), ausfiel. Und auch der Deutsche Hans Hächer, der gar nicht selektioniert worden wäre, hätte nicht seine Wohngemeinde Schleching das notwendige Geld gesammelt – und der nun auf Grund des Trainingssturzes ins Krankenhaus von Östersund hatte gebracht werden müssen.

Negativ wurde bewertet, dass alles viel zu eng war, es gab kaum Ausweichmöglichkeiten – ständig begegneten sich alle und man konnte nur vom Skisport sprechen – dies führte zu Spannungen und zu einem Gefühl, sich eingeschlossen und isoliert zu fühlen. Und aus Sicht der Medienvertreter war auch die Mentalität der Hotellerie fragwürdig. Es habe zwar niemand an Hunger zu leiden brauchen, aber es wurde «große Kasse» gemacht, sie hätten sich als finanzielle Ausbeutungsobjekte gefühlt, indem beispielsweise für einen durch eine große Nachrichtenagentur zusätzlich für einen Fernschreiber gemieteten Raum der Preis für ein Doppelzimmer in Rechnung gestellt wurde (und um jeden Irrtum auszuschließen, war auch für diesen Raum ein Mahlzeitcouponheft übergeben worden).

## Männer

### Abfahrt
| Platz | Land | Sportler               | Zeit (min) |
| ----- | ---- | ---------------------- | ---------- |
| 1     | AUT  | Christian Pravda       | 1:59,6     |
| 2     | AUT  | Martin Strolz          | 2:01,8     |
| 3     | AUT  | Ernst Oberaigner       | 2:02,4     |
| 4     | FRA  | André Simond           | 2:02,9     |
| 5     | FRA  | Charles Bozon          | 2:03,1     |
| 5     | SUI  | Hans Forrer            | 2:03,1     |
| 7     | SUI  | Georges Schneider      | 2:04,6     |
| 8     | NOR  | Stein Eriksen          | 2:04,7     |
| 9     | SWE  | Stig Sollander         | 2:05,7     |
| 10    | POL  | Andrzej Gąsienica Roj  | 2:06,2     |
| 10    | USA  | Brooks Dodge           | 2:06,2     |
| 12    | ITA  | Gino Burrini           | 2:06,5     |
| 13    | ITA  | Carlo Gartner          | 2:06,8     |
| 14    | BRD  | Sepp Behr              | 2:07,4     |
| 14    | BRD  | Willi Klein            | 2:07,4     |
| 16    | SUI  | André Bonvin           | 2:08,1     |
| 17    | ČSR  | Anton Fučík            | 2:10,4     |
| …     |      |                        |            |
| 20    | FRA  | James Couttet          | 2:11,1     |
| 22    | CAN  | Art Tommy              | 2:12,8     |
| 23    | SWE  | John Fredriksson       | 2:13,2     |
| 25    | BRD  | Hanspeter Lanig        | 2:15,3     |
| 26    | DDR  | Karl Süß               | 2:15,6     |
| 29    | FIN  | Pentti Alonen          | 2:17,4     |
| 31    | DDR  | Rochus Wagner          | 2:18,2     |
| 32    | ITA  | Bruno Burrini          | 2:18,3     |
| 34    | AUT  | Anderl Molterer        | 2:20,1     |
| 35    | BRD  | Josef Schwaiger        | 2:21,8     |
| 35    | ISL  | Haukur Sigurðsson      | 2:21,8     |
| 37    | JPN  | Saito Mitsugu          | 2:22,7     |
| 40    | DDR  | Heinz Schmiedel        | 2:27,6     |
| 44    | ROU  | Gheorghe Cristoloveanu | 2:31,1     |
| 49    | CAN  | Ernie McCullough       | 2:33,9     |
| 51    | ARG  | Luis de Ridder         | 2:36,8     |
| 53    | ITA  | Paride Milianti        | 2:39,5     |
| 54    | LIB  | Ibrahim Geagea         | 2:40,8     |

Weltmeister 1952: Zeno Colò (ITA)

Datum: 7. März 1954, 13 Uhr

Länge: 3200 m, Höhenunterschied: 810 m

Am Start waren 60 Läufer, 54 von ihnen kamen ins Ziel.

Die Strecke war bereits am 26. Februar freigegeben worden. Österreichs Christian Pravda schien bald eine Abkürzung herausgefunden zu haben, was vom FIS-Funktionär Otto Menardi beobachtet worden war. Er ließ daher an einer bestimmten Stelle noch ein weiteres Tor setzen – und Pravda, der wiederum seine Linie fuhr, touchierte daraufhin diese Stange, wobei er stürzte und sich eine Beule auf der Stirn holte.
Da die Abfahrt als Schlussbewerb am Programm stand, war (wie zuvor beim Damenslalom als deren letztes Rennen) auch die Kombination ein großes Thema. Diese Ausgangslage ist im Abschnitt zur Kombination genauer beschrieben.
Wetter (strahlend blauer Himmel, blendender Sonnenschein) und Publikumsaufmarsch hatten dafür gesorgt, dass dieses letzte Rennen noch zum Höhepunkt der gesamten Veranstaltung wurde. Mit dem Dreifachsieg krönten die Österreicher doch noch die Weltmeisterschaften mit einer ihrem Ruf und Können entsprechenden Leistung und hatten sich für die Niederlagen rehabilitieren, Eriksens Kombinationstitel hatten sie nicht verhindern können; der Norweger musste nicht alles riskieren, war sogar zu Sturz gekommen, doch reichte es, weil seine gefährlichsten Konkurrenten, Bonlieu und Molterer, ebenfalls gestürzt waren.
Die Strecke war technisch schwierig, aber (was bereits an anderer Stelle vermerkt wurde) zu kurz. Es war paradox, zuvor am Lauberhorn eine Vier-Minuten-Abfahrt vorzufinden und nun den Weltmeister auf einer Zwei-Minuten-Strecke zu küren. Es wurden hier Kondition und Durchhaltevermögen viel zu wenig auf die Probe gestellt.
Den Medienvertretern war einen Tag vor dem Rennen durch Menardi erlaubt worden, die Strecke einmal vom Start bis zum Ziel zu durchfahren. Sie stellten fest, dass hier ein Abfahrtsrennen in einem dafür nicht geeigneten Gelände auszutragen war, wenngleich die Veranstalter sich noch so sehr um optimale Bedingungen bemüht hatten. [Für die damalige Zeit war das, was bei der Abfahrt dann zu erleben war – laut Originalzitaten aus «Sport Zürich» (siehe Quellenhinweis) von einer „Zirkusvorstellung nicht weit entfernt. Strohballen-Schutzmauern, ausgebaute Kurven und Sturzhelme auf den Köpfen der Rennfahrer sind nach unserer Meinung ein bedenkliches Zeichen für die Entartung des Skilaufs….“]
Beim Training am 5. März, in welchem Hans Forrer, André Bonvin und François Bonlieu die besten Eindrücke hinterlassen hatten, hatte es mehrere schwere Stürze gegeben: Hans Hächer (FRG) brach sich einen Rückenwirbel, Ralph Miller (USA) verletzte sich am Knöchel – bei den Österreichern brach sich Walter Schuster zwei Rippen (für ihn wurde Ernst Oberaigner nominiert), während sich Martin Strolz nur einen Ski brach.
Äußerst schwere Bedingungen herrschten beim Abschlusstraining, gerade im Mittelteil, wo sich der Steilhang befand, herrschte dichter Nebel. Pravda war der einzige, der die Strecke zweimal herunterfuhr. (Quelle: siehe bitte Fußnote zur Stattgabe des Pravda-Protestes im Artikel über den Slalom).
Martin Strolz mit Nr. 4 stellte eine neue Bestzeit auf, obwohl er im Fahrstil verhalten schien. Im unteren Streckenteil war er eine Sekunde schneller als der erst um einiges später gestartete Pravda; es war ein Wagnis auf Biegen und Brechen gewesen, das für ihn aufging.
James Couttet stürzte, rutschte ab, passierte aber das Kontrolltor korrekt. Dodge und McCullough lagen gleich weit zurück. Es folgten Bozon und Molterer; Letzterer stürzte gleich zweimal, vorerst im oberen Streckenteil hatte es ihn ausgehoben und er war auf einem Gegenhang gelandet, im Zielhang erwischte es ihn nochmals. Bonlieu zeigte eine sichere Fahrt, doch dann war er nach einem Bindungsbruch zur Aufgabe gezwungen. Auf Simond folgte der erste SSV-Läufer, Hans Forrer, der beruhigend sicher stand und die Tore sauber nahm. Eriksen riskierte offensichtlich nicht viel. US-Läufer Ralph Miller war mit sensationeller Zwischenbestzeit unterwegs, doch nach einem Kantenfehler wurde er von der Piste geschleudert (Endklassement: Rang 48 mit 2:33,6). René Rey wirkte entschlossen, sein Ziel lag vor allem in der Verbesserung in der Kombination, doch dann stürzte er, fiel in die Strohballen und gab auf.
Pravda fuhr ein kluges Rennen, indem er im oberen Streckenteil alles riskierte, aber im Zielhang, der vielen Läufern zum Verhängnis geworden war, fuhr er etwas vorsichtiger. Es war allen gleich klar geworden, dass er der Weltmeister sein wird, er spielte förmlich mit den Schwierigkeiten.
Bonvin verlor nach dem ersten Tor die Kontrolle über seine Ski, konnte einen Sturz nicht verhindern. Einen guten und sicheren Eindruck hinterließen Oberaigner und Georges Schneider.
Fazit war, dass die österreichischen Abfahrer mit einer eindrucksvollen Demonstration ihrer Stärke aufgewartet hatten, Frankreich sich über zwei ehrenvolle Plätze freuen konnte. Aus SSV-Sicht war Forrers fünfter Rang nicht ganz das erwartete Resultat, er hatte (mit Simond) die zweitbeste Zwischenzeit, aber zum Schluss nicht so schnelle Skier wie die Österreicher gehabt. Georges Schneiders ehrenvolle Platzierung war nicht ohne weiteres zu erwarten gewesen, anderseits waren Rey und Bonvin in entscheidenden Phasen gestürzt, als sie noch Aussichten auf Ehrenplätze besessen hatten. Zudem habe der Verband drei bewährte Abfahrer wegen Verletzungen (Perren, Rubi und Julen) nicht einsetzen können.
Sowohl Eriksen als auch Sollander hätten die Kombination im Auge behalten müssen, das deutsche Team hatte sich (wohl insgesamt) besser geschlagen, als es in den Resultaten zum Ausdruck kam; der Pole Gąsienica bildete eine Überraschung.

### Riesenslalom
| Platz | Land | Sportler               | Zeit (min) |
| ----- | ---- | ---------------------- | ---------- |
| 1     | NOR  | Stein Eriksen          | 1:52,5     |
| 2     | FRA  | François Bonlieu       | 1:53,7     |
| 3     | AUT  | Andreas Molterer       | 1:54,0     |
| 4     | AUT  | Othmar Schneider       | 1:55,7     |
| 4     | SUI  | René Rey               | 1:55,7     |
| 6     | SUI  | Georges Schneider      | 1:55,8     |
| 7     | SWE  | Stig Sollander         | 1:56,0     |
| 8     | FRA  | James Couttet          | 1:56,4     |
| 9     | AUT  | Toni Spiss             | 1:56,5     |
| 10    | NOR  | Sigurd Rokne           | 1:56,6     |
| 11    | SUI  | Fernand Grosjean       | 1:57,3     |
| 12    | CAN  | Ernie McCullough       | 1:57,6     |
| 12    | USA  | Brooke Dodge           | 1:57,6     |
| …     |      |                        |            |
| 14    | AUT  | Christian Pravda       | 1:58,0     |
| 16    | FRA  | Guy de Huertas         | 1:58,6     |
| 16    | ITA  | Gino Burrini           | 1:58,6     |
| 18    | BRD  | Sepp Behr              | 1:58,9     |
| 23    | POL  | Jan Gąsienica Ciaptak  | 2:00,5     |
| 24    | ITA  | Carlo Gartner          | 2:00,6     |
| 26    | BRD  | Benedikt Obermüller    | 2:01,2     |
| 28    | ITA  | Paride Milianti        | 2:01,4     |
| 29    | ITA  | Bruno Burrini          | 2:01,8     |
| 30    | FIN  | Pentti Alonen          | 2:02,2     |
| 33    | BRD  | Hans Hächer            | 2:03,6     |
| 34    | ČSR  | Jaroslav Bogdálek      | 2:04,2     |
| 37    | ROU  | Gheorghe Cristoloveanu | 2:05,8     |
| 40    | JPN  | Hirotari Mohara        | 2:06,9     |
| 46    | DDR  | Rochus Wagner          | 2:10,6     |
| 50    | DDR  | Heinz Schmiedel        | 2:17,4     |
| 51    | LIB  | Ibrahim Geagea         | 2:19,9     |
| 54    | ISL  | Steinthor Jakobsson    | 2:21,7     |
| 55    | DDR  | Karl Süß               | 2:22,0     |
| 56    | HUN  | István Baróthi         | 2:22,8     |
| 57    | DEN  | Heinning Olsen         | 2:44,7     |
| 58    | HUN  | Sandor Mazány          | 3:24,0     |

Weltmeister 1952: Stein Eriksen (NOR)

Datum: 3. März 1954

Länge: 2000 m, Höhenunterschied: 510 m; Tore: 51 – Kurssetzer Einar Bergsland (NOR)

Bei gemeldeten 70 Läufern waren letztlich 65 am Start, von denen 58 ins Ziel kamen.

Es wurde auf derselben Strecke, wo die Damenabfahrt ausgetragen worden war, gefahren.
Stein Eriksen bewies erneut seine Hochform – seine Start-Nr. 1 war von Experten als Nachteil angesehen worden, doch ihm schien es entgegenzukommen, auf der unberührten Piste seine eigene Linie zu ziehen, was ihm bestens gelang, indem er mit doch einigermaßen deutlichem Vorsprung voranlag. Seine Taktik, vorerst im tückischen Steilhang etwas vorsichtiger zu fahren und danach zu beschleunigen, bewährte sich. Als einziger benützte er Skier mit 2,20 m Länge (die anderen verwendeten kürzere). Der Norweger war der Ansicht, dass ihm diese Maßnahme bei zwei bis drei Zehntelsekunden gebracht habe.
Vor allem die Österreicher, die nach dem Slalom in einer leichten Vertrauenskrise geraten waren, konnten erneut nicht die vor den Weltmeisterschaften gezeigte Performance abrufen; jeder des Quartetts beging Fehler. Pravda, schon vor dem Start übernervös, ging gleich aufs Ganze, er kam zweimal leicht zu Sturz. Molterer war zwar oben schneller als Eriksen, doch konnte er danach nicht mithalten. Von Spiss, der zweimal in Rücklage geraten war, sich zwar fangen konnte, aber wertvolle Zeit verlor, wurde mitgeteilt, dass er mit verletztem Knöchel angetreten war und Spritzen erhalten hatte. Othmar Schneider hatte vor dem Kanonenrohr verkantet. Von der österreichischen Presse wurden jedenfalls all die vorgebrachten Argumente der Läufer und Betreuer (u. a. ungünstige Reihenfolge der Bewerbe sowie Pech) als Ausreden hingestellt.
Die große Überraschung war der noch nicht ganz 17-jährige Franzose François Bonlieu, der frech und unbekümmert drauflos gefahren war – er war ähnlich wie Molterer vorerst schneller als der spätere Sieger gewesen. Sein größter Erfolg war 1953 der Slalomsieg beim «Coupe Emile Allais» – und mit dem 8. Abfahrtsrang hatte er den dritten Kombinationsplatz erreicht. Seine Landsleute bezeichneten ihn als das größte Talent, das der französische Skisport jemals hervorgebracht hatte, er probierte alle möglichen Stellungen am Hang aus, war ein Naturtalent von ungewöhnlicher Begabung.
Äußerst positiv war auch die Leistung der Schweizer, wobei vor allem René Rey überraschte. Er war nur in der zweiten Startgruppe gewesen, wobei er mit der Nr. 37 auch noch eine der letzten dieser Kategorie zugelost erhalten hatte. Außerdem war es fraglich gewesen, ob er überhaupt starten konnte, denn er war am 2. März beim Abfahrtstraining kopfüber gestürzt und hatte sich eine Gehirnerschütterung zugezogen. Wahrscheinlich wäre für ihn mit einer Nummer unter 20, wo er nicht die doch schon etwas ramponierte Piste gehabt hätte, noch mehr möglich gewesen. In der weiteren Startreihenfolge fuhr Fernand Grosjean zwar ruhig, aber wohl zu ruhig. Georges Schneider stand den Besten kaum nach, vielleicht fehlte ihm etwas der letzte Kämpferwille. Martin Julen hatte vielversprechend begonnen, verpasste aber ein Tor und schied aus.

Bei den USA war Wallace Werner ausgefallen, recht gut verkaufte sich der Kanadier McCullough. Sehr bescheidene Resultate lieferten erneut die Italiener und die Deutschen, wobei sich der rekonvaleszente Obermüller doch noch etwas schonte; die Zeit des unverkennbar talentierten Lanig sollte bestimmt noch kommen.

### Slalom
| Platz | Land | Sportler              | Zeit (min) |
| ----- | ---- | --------------------- | ---------- |
| 1     | NOR  | Stein Eriksen         | 2:20,06    |
| 2     | BRD  | Benedikt Obermüller   | 2:25,83    |
| 3     | AUT  | Toni Spiss            | 2:26,73    |
| 4     | AUT  | Christian Pravda      | 2:26,89    |
| 5     | AUT  | Andreas Molterer      | 2:27,02    |
| 6     | FRA  | François Bonlieu      | 2:28,48    |
| 7     | SWE  | Stig Sollander        | 2:28,95    |
| 8     | FRA  | Bernard Perret        | 2:29,01    |
| 9     | USA  | Brooks Dodge          | 2:29,69    |
| 10    | SWE  | Olle Dalman           | 2:29,83    |
| 11    | FRA  | James Couttet         | 2:29,95    |
| 12    | FRA  | Firmin Mattis         | 2:31,31    |
| 13    | SUI  | René Rey              | 2:31,66    |
| 13    | AUT  | Christian Pravda      | 2:31,89    |
| 14    | SUI  | Martin Julen          | 2:32,33    |
| 15    | POL  | Jan Gąsienica Ciaptak | 2:33,62    |
| 16    | USA  | Wallace Werner        | 2:33,76    |
| 18    | ITA  | Otto Gluck            | 2:35,16    |
| 20    | BRD  | Sepp Behr             | 2:38,36    |
| 21    | ČSR  | Jozef Krašula         | 2:38,83    |
| 22    | JPN  | Mohara Hirotaro       | 2:40,10    |
| 23    | FIN  | Pentti Alonen         | 2:40,28    |
| 38    | AUT  | Ernst Hinterseer      | 2:53,45    |

Weltmeister 1952: Othmar Schneider (AUT)

Datum: 28. Februar 1954

Länge: 700 m, Höhenunterschied: 210 m

Tore: 72 (1. Lauf) / 76 (2. Lauf)

Am Start waren 67 Läufer, 59 von ihnen kamen ins Ziel.

Anmerkung: Pravda ist nochmals im Erstresultat als vorläufig Dreizehnter genannt, ohne dabei aber die weitere Reihenfolge zu beeinflussen, deren komplette Richtigkeit nicht verifizierbar ist, da es nachträgliche Disqualifikationen und Zeitstrafen gab.

Von den Kurssetzern hatte Karl Molitor 72 Tore inkl. Start und Ziel sehr geschickt dem Gelände angepasst ausgesteckt und eine flüssige Form gewählt. Otto Menardi (zugleich Vorsitzender des Abfahrts- und Slalomkomitees der FIS) hatte einen etwas kürzeren Parcours zur Verfügung, bei seinen 76 Toren musste er sich gezwungenermaßen mit viel mehr Vertikalen beschäftigen, zudem pflanzte er einige heimtückische Haarnadeln in die Piste. Es war dies aber eine Strecke und Kurssetzung, die sich die Österreicher derart nach der Devise je schwerer, desto besser gewünscht hatten. Während des ersten Durchgangs gab es Sonnenschein, im zweiten bei 10 Grad Kälte begann es leicht zu schneien.
In der Startreihenfolge hatte Toni Spiss begonnen, Eriksen hatte die Nr. 2 – und das damalige Reglement sah für den zweiten Lauf wiederum dieselbe Reihenfolge vor.

Das Resümee des Slaloms lautete, dass der Beste gewonnen hatte, denn Stein Eriksen (mit zweimal Laufbestzeit) hatte 5,77 s Vorsprung auf den Zweitplatzierten. Er präsentierte sich in Topform, setzte in beiden Läufen vom ersten bis letzten Tor alles auf eine Karte und krönte seine Glanzleistung mit einem zweiten Lauf voller Rasse – und man musste zugeben, dass selbst wenn die besten Österreicher in den entscheidenden Momenten nicht gestürzt wären, nichts gegen ihn zu bestellen gehabt hätten. Er war in diesem Weltklassefeld nochmals Sonderklasse gewesen. Es gab allerdings seitens des US-Verbandes Beschuldigungen, dass der Norweger gegen die Amateurbestimmungen verstoßen habe, indem er Ski aus seinem Sportgeschäft in den USA durch eine Reklamekampagne verkaufe, worauf Eriksen antwortete, dass er seine US-Vertretung angewiesen habe, die dort vorgenommene Art von Reklame zu unterlassen, ansonsten habe er bei den von ihm erzeugten Skiern (er betrieb mit seinem Bruder in Oslo ein Sportgeschäft) das Recht, seinen Namen als Markenzeichen zu verwenden – und er habe die FIS unterrichtet, von deren Seite angedeutet worden war, dass der US-Protest aufs Eis gelegt werde.
Die Schweizer hatten sogar Ausscheidungen in fünf Läufen zwischen sechs Fahrern ausgetragen, wobei Fernand Grosjean und Fred Rubi eliminiert wurden. Die Auslosung brachte für das Quartett Freude und Jammer, denn Georges Schneider und Martin Julen hatten mit den Nummern 3 und 11 Glück, während Louis-Charles Perret und René Rey mit der zweit- und drittletzten Nummer der zweiten Startgruppe ziemlich benachteiligt waren.
Bei den Österreichern war erstaunlicherweise Olympiasieger Othmar Schneider nicht aufgeboten worden (er war lediglich Vorfahrer, wobei er bewies, dass er von seinem Können kaum etwas eingebüßt hatte). Bereits nach dem ersten Lauf war der Zeitabstand der hinter Eriksen auf Platz 2 und 3 klassierten Spiss und Pravda ziemlich groß. Hinterseer war schon weiter oben und dann nochmals gestürzt (und ihm nützte es dann wenig, im zweiten Lauf noch die zweite Zeit zu fahren – es war fast gleich wie Aspen 1950, als der damals im ersten Lauf gestürzte Pravda im zweiten sogar Bestzeit gefahren war), Molterer fuhr gehemmt. Im zweiten Lauf mussten Spiss und Pravda alles riskieren, was sie auch taten, aber mit Stürzen bezahlten (als Eriksen gleich nach Spiss startete, wusste er noch nichts über dessen Schicksal) – und dass die beiden Österreicher trotzdem noch Dritter und Vierter wurden (wobei es bei Pravda dann die Diskussionen um einen Torfehler und die 5-Sekunden-Zeitstrafe gab, die Tage später wieder zurückgenommen wurde; laut Torrichter habe er eine Stange zwischen die Beine bekommen), bewies eindeutig, dass die Klassenunterschiede in diesem Feld recht groß waren. Vorerst hatte das Kampfgericht den Protest abgewiesen, worauf Rößner einen Protest bei der FIS einbrachte. Hinsichtlich des Nachweises hatte der ÖSV Bildmaterial gesammelt, aber auch die FIS erließ einen Aufruf an alle Kameraleute, alle zur Verfügung stehenden Filme oder Fotos bereitzustellen. Obwohl es dann hieß, dass der an die FIS weitergegebene Film keinen Nachweis darüber erbracht habe, dass Pravda das betreffende Tor korrekt passiert habe, wurde dem Protest doch stattgegeben, womit die 5 Strafsekunden gestrichen wurden, Pravda nicht nur im Slalom wieder auf Rang 4 nach vorne stieß, sondern sich seine Medaillenchancen in der Kombination erhöhten.
Pravda hatte aber auch noch ein Interview an «United Press» gegeben, das selbst von den österreichischen Medien als unklug bezeichnet wurde, denn er beschwerte sich über den starken Wind und sah in Sieger Eriksen einen Läufer, der vorher bei den Rennen in Mitteleuropa wenig erfolgreich gewesen sei.
Beni Obermüller übertraf die Erwartungen, denn nach seiner längeren Zwangspause war ihm dieser zweite Rang nicht zugetraut worden, wobei er mit verbissener, aber sicherer Fahrt noch von Rang 5 auf Silber vorstieß.
Die französische Equipe überraschte angenehm mit allen Fahrern im ersten Dutzend. Nicht ganz unerwartet kamen die Spitzenplätze für die beiden Schweden Dalman und Sollander, wobei Dalman mit Nr. 22 bei schon schlechter gewordener Piste im ersten Lauf vom Heimpublikum frenetisch auf Rang 4 gejubelt worden war.

Die Schweizer mit nur Rang 13 und 14 (Rey und Julen) erlebten eine schwere Niederlage, man konnte sich nicht erinnern, dass dies in den letzten Jahren in einem internationalen Rennen der Fall gewesen war. In Fachkreisen hatten sie als Mitfavoriten gegolten, Georges Schneider hatte in diesem Winter wieder eine ausgezeichnete Form ausgespielt. Im ersten Lauf war er gestürzt, erreichte 88,03 s, im zweiten unterstrich er sein Können mit der dritten Zeit (69,10), das war Rang 20 (später kam aber die Nachricht, dass er disqualifiziert wurde). Martin Julen hatte sich nicht richtig entfaltet, hinter seinen Aktionen war nicht der gewohnte Elan gesteckt. Die hohen Startnummern der beiden anderen waren ein zu großes Hindernis, um wirksam ins Spitzentreffen eingreifen zu können; Rey wirkte bemühend langsam, Perret kam an im ersten Lauf an derselben Stelle wie Georges Schneider zu Sturz. Letztlich erhielt er, nebst u. a. Hinterseer und der später pardonierte Pravda, eine 5-Sekunden-Penaltisierung, so dass er vom 19. Rang mit 155,40 (83,43/71,97) auf Rang 24 zurückgeworfen wurde.

### Kombination
| Platz | Land | Sportler              | Punkte |
| ----- | ---- | --------------------- | ------ |
| 1     | NOR  | Stein Eriksen         | 4,08   |
| 2     | AUT  | Christian Pravda      | 6,96   |
| 3     | SWE  | Stig Sollander        | 11,28  |
| 4     | USA  | Brooks Dodge          | 13,23  |
| 5     | FRA  | James Couttet         | 16,32  |
| 6     | BRD  | Sepp Behr             | 18,81  |
| 7     | AUT  | Andreas Molterer      | 20,51  |
| 8     | POL  | Jan Gąsienica Ciaptak | 21,25  |
| 9     | NOR  | Sigurd Rokne          | 22,58  |
| 10    | POL  | Andrzej Gąsienica Roj | 22,86  |
| 11    | CAN  | Art Tommy             | 25,67  |
| …     |      |                       |        |
| 14    | ITA  | Gino Burrini          | 27,88  |
| 15    | FIN  | Pentti Alonen         | 30,05  |
| 16    | DDR  | Rochus Wagner         | 38,88  |
| 17    | JPN  | Hirotaro Mohara       | 41,67  |
| 19    | ČSR  | Daniel Šlachta        | 42,54  |
| 21    | DDR  | Karl Süß              | 44,18  |
| 22    | CAN  | Ernie McCullough      | 51,00  |
| 23    | ROU  | Nicolae Pandrea       | 51,33  |
| 25    | DDR  | Heinz Schmiedel       | 57,51  |
| 27    | LIB  | Ibrahim Geagea        | 76,29  |

Keine Austragung Weltmeisterschaften 1952

Am Start waren 68 Läufer, 27 von ihnen klassierten sich. Die Positionen wurden nach einem Punktesystem aus den Ergebnissen der Abfahrt, des Riesenslaloms und des Slaloms ermittelt

Zur Kombination gab es nach den ersten beiden Rennen eine Zwischenwertung, in der der bislang zweifache Sieger Eriksen mit Null Punkten vor Molterer (4,07), Bonlieu (4,49) und Spiss (5,78) führte. René Rey lag auf Rang 7 (7,34), Obermüller auf 9 (8,85) und Pravda (mit dem noch nicht korrigierten Slalomresultat) mit 9,12 Punkten auf Rang 13. Das Schweizer Team war in dieser Entscheidung nur mehr auf René Rey beschränkt, denn die beiden anderen, die auch auf Kombination eingesetzt worden waren, waren durch ihre Ausfälle (Georges Schneider im Slalom, Julen im Riesenslalom) nicht klassiert.

## Frauen

### Abfahrt
| Platz | Land | Sportlerin                 | Zeit (min) |
| ----- | ---- | -------------------------- | ---------- |
| 1     | SUI  | Ida Schöpfer               | 1:29,2     |
| 2     | AUT  | Trude Klecker              | 1:29,3     |
| 3     | FRA  | Lucienne Schmith-Couttet   | 1:29,5     |
| 4     | USA  | Jannette Burr              | 1:30,5     |
| 5     | AUT  | Luise Jaretz               | 1:31,4     |
| 5     | SUI  | Madeleine Berthod          | 1:31,4     |
| 7     | CAN  | Lucille Wheeler            | 1:32,6     |
| 8     | NOR  | Borghild Niskin            | 1:32,8     |
| 9     | CAN  | Anne Heggtveit             | 1:33,1     |
| 10    | SWE  | Margareta Jacobsson-Olsson | 1:33,2     |
| 10    | USA  | Katy Rodolph               | 1:33,2     |
| 12    | AUT  | Erika Mahringer            | 1:33,3     |
| 13    | ITA  | Anna Pellissier            | 1:34,5     |
| 14    | BRD  | Mirl Buchner-Fischer       | 1:35,1     |
| 14    | BRD  | Ossi Reichert              | 1:35,1     |
| …     |      |                            |            |
| 17    | ČSR  | Ludmila Bajerová           | 1:36,0     |
| 18    | SWE  | Sarah Thomasson            | 1:36,1     |
| 21    | BRD  | Evi Lanig                  | 1:37,7     |
| 23    | ITA  | Celina Seghi               | 1:38,9     |
| 29    | POL  | Maria Kowalska             | 1:50,0     |
| 30    | HUN  | Károlyné Kóvári            | 1:50,1     |
| 36    | DDR  | Sigrid Eiselt              | 2:12,2     |

Weltmeisterin 1952: Trude Jochum-Beiser (AUT) (internationale Karriere beendet)

Datum: 1. März 1954

Länge: 2000 m, Höhenunterschied: 510 m; Tore: 24

Weitere wichtige Platzierte bzw. Beste ihrer Länder:

Am Start waren 38 Läuferinnen, 36 von ihnen kamen ins Ziel.
Ausgeschieden: Thea Hochleitner (AUT)
Das Rennen wurde um 13 Uhr gestartet (lt. «Sport-Zürich» wurde die Streckenlänge mit 1700 m, lt. «Arbeiterzeitung Wien» mit 2000 m angegeben, und die Schweizer Zeitung meldete 41 Läuferinnen, wobei aber Marianne Seltsam nicht gestartet war, weil sie wieder eine alte Verletzung gespürt hatte). Nr. 1 hatte die Schwedin Ingrid Endlund, schon die zweite Läuferin, Luise Jaretz war 4 Sekunden schneller.

Von den Betreuern war zwar die Meldung gekommen, dass sich Ida Schöpfer in den Trainings vor Ort in guter Form gezeigt habe, weshalb ihr der Titelgewinn zugetraut werden könnte – die Medienvertreter waren bei diesen Trainings nicht dabei gewesen, die zuvor gezeigten Leistungen, bei denen sie überhaupt kein Selbstvertrauen mehr besessen hatte, und nun diese Wandlung überraschte außerordentlich. Der Sieg der mit Nr. 10 ins Rennen gegangenen Entlebucherin war kein Zufall, sie war unter geschickter Einwirkung der Betreuer vorbereitet worden, hatte zunächst ein paar neue Skier erhalten, die ihr wieder die Freude am Skifahren gaben. Die Strecke war technisch außerordentlich schwer, als Schlüsselstelle galt das so genannte Kanonenrohr im oberen Teil der Strecke – es hieß, da müsse man etwas vorsichtiger fahren, aber Schöpfer hielt sich nicht daran. Zwar wirkte es, als werde sie in jedem Augenblick stürzen, und die dort angestellten Zeitmessungen bewiesen, dass dort die Entscheidung fiel – sie hatte 30 Sekunden benötigt, Jeanette Burr als Zweitschnellste 33 Sekunden, die nächsten folgten mit minimalen Differenzen, kurioserweise hatten Jaretz und Madeleine Berthod an dieser Stelle mit 34 Sekunden dieselbe Zeit (und auch dann im Ziel). Trude Klecker lag mit 35 Sekunden auf Rang 9 dieser Zwischenstoppung, im Ziel lagen die beiden nur um eine Zehntelsekunde getrennt. Schöpfers Fahrstil wurde als breitspurig bezeichnet und sie hatte Stemmschwünge eingelegt – aber wichtig war, dass sie schnell war. Klecker war bis zu diesem Kanonenrohr außerordentlich schnell gewesen, dort aber wurde sie abgetrieben, stand einen Augenblick quer zum Hang. Für Mahringer (Nr. 19)
war Rang 12 eher enttäuschend, wobei sie ohne nachweisbaren Fehler unterwegs war, sie hatte an jeder kritischen Stelle aber zu viel an Fahrt weggenommen. Auch Mirl Buchner machte es wie Mahringer: Schön, aber zu langsam. Zuvor hatte auch schon Ossi Reichert zu wenig riskiert (die beiden DSV-Läuferinnen kamen auf dieselbe Endzeit). Jaretz fuhr sicher und ruhig, ihr fünfter Rang war eine positive Überraschung. Hinsichtlich Madeleine Berthod war vorerst die Meldung einer Disqualifikation im Raum gestanden, wobei die Läuferin selbst dies den Schweizer Reportern mitgeteilt hatte, wobei sie sagte, sie habe im ersten Steilhang die Kontrolle über einen Ski verloren und daher ein Kontrolltor in Mitleidenschaft gezogen. Offenbar war dieser Fehler aber weniger schwer, als sie es selbst meinte. Thea Hochleitner (Nr. 28) kam im Steilhang zu Sturz, rutsche kopfüber in die Zuschauer – und da sie viele Tore ausgelassen hatte, war es sinnlos, die Fahrt fortzusetzen. Zuvor war auch schon die mit Nr. 9 gestartete Marysette Agnel (ebenfalls kopfvoran) zwischen einigen Birkenbäumen gelandet, hatte aber ihre Fahrt, wenngleich in hoffnungsloser Position, fortsetzen können. Die Fahrt von Celina Seghi war wohl zu vorsichtig, sie stemmte zu viel.

Eine Erkenntnis des Rennens war auch, dass es von jenen Läuferinnen beherrscht wurde, die entschlossen den Sieg anvisiert hatten. Wer Gedanken an die Kombination gehegt habe, sei auf verlorenem Posten gestanden.

In ersten Interviews sagte die Siegerin, „sie habe alles auf eine Karte gesetzt“, Silbergewinnerin Klecker sprach davon, dass „Startnummer 13 wieder ihre Glücksnummer war, denn in ihrem ersten großen Rennen in Österreich habe sie mit dieser Nummer die damaligen Asse geschlagen; der Fehler habe sie allerdings bei einer Sekunde gekostet“. Der deutsche Betreuer Engelbert Haider konnte sich Buchners Rückstand nicht erklären – sie sei in den Trainings so glänzend gefahren. Ein französischer Offizieller kritisierte, dass die Strecke wegen ihrer Kürze nicht weltmeisterschaftwürdig gewesen sei.

### Riesenslalom
| Platz | Land | Sportlerin               | Zeit (min) |
| ----- | ---- | ------------------------ | ---------- |
| 1     | FRA  | Lucienne Schmith-Couttet | 1:38,9     |
| 2     | SUI  | Madeleine Berthod        | 1:39,7     |
| 3     | USA  | Jannette Burr            | 1:41,7     |
| 4     | BRD  | Mirl Buchner-Fischer     | 1:42,1     |
| 5     | AUT  | Luise Jaretz             | 1:42,7     |
| 6     | FRA  | Paule Erny-Peauger       | 1:42,9     |
| 7     | AUT  | Erika Mahringer          | 1:43,6     |
| 8     | BRD  | Ossi Reichert            | 1:43,8     |
| 8     | FRA  | Suzanne Thiollière       | 1:43,8     |
| 8     | SUI  | Ida Schöpfer             | 1:43,8     |
| …     |      |                          |            |
| 13    | SWE  | Sarah Thomasson          | 1:44,3     |
| 14    | BRD  | Marianne Seltsam         | 1:45,0     |
| 15    | ITA  | Anna Pellissier          | 1:45,4     |
| 16    | NOR  | Margit Hvammen           | 1:45,5     |
| 18    | CAN  | Lucille Wheeler          | 1:47,5     |
| 21    | ITA  | Celina Seghi             | 1:49,6     |
| 22    | BRD  | Evi Lanig                | 1:49,7     |
| 23    | POL  | Maria Kowalska           | 1:50,8     |
| 25    | ČSR  | Eva Malá                 | 1:51,1     |
| 27    | AUT  | Trude Klecker            | 1:52,2     |
| 29    | FRA  | Marysette Agnel          | 1:52,5     |
| 31    | CAN  | Anne Heggtveit           | 1:53,2     |
| 36    | ITA  | Maria Grazia Marchelli   | 1:54,8     |
| 37    | DDR  | Gretl Grune              | 1:58,7     |
| 38    | DDR  | Sigrid Eiselt            | 2:04,8     |

Weltmeisterin 1952: Andrea Mead-Lawrence (USA)

Datum: 4. März 1954

Piste Reskutan; Tore: 45; Kurssetzer Hasse Hansson (SWE); ca. minus 10 Grad Celsius – 2.000 Zuschauer

Länge: 1300 m, Höhenunterschied: 300 m; Tore: 45

Am Start waren 40 Läuferinnen, 38 von ihnen kamen ins Ziel.

Disqualifikation (nach Sturz und Auslassens eines Tores): Lotte Blattl (AUT)
Es war eine völlig neue Strecke ausgewählt worden, doch waren dem Ausstecker nicht viel Möglichkeiten offen geblieben, so dass der Kurs mehr einem Slalom glich und die Technikerinnen bevorzugte. Die Organisation am provisorischen Ziel funktionierte einwandfrei, denn es wurden auch die Zwischenzeiten übermittelt. Auf der Piste lag griesiger Schnee, der an die Fahrerinnen und auch Wachsspezialisten beträchtliche Anforderungen stellte – Ossi Reichert dürfte dabei zur falschen Wachsbüchse gegriffen haben. Dazu klagten einige Fahrerinnen über schlechte Sicht: Nachdem der Tag mit einigen Sonnendurchbrüchen begonnen hatte, war zur Startzeit die Wolkendecke wieder geschlossen, Nebelschwaden zogen über die Hügelgruppen und es begann leicht zu schneien. Von den bekannten Fahrerinnen trug nur Celina Seghi keine Brille. Ansonsten war die Piste bestens präpariert, so dass auch Läuferinnen mit höheren Nummern einwandfreie Verhältnisse vorfanden.

Das Rennen wurde von der Italienerin Anna Pellissier eröffnet, ihr folgte Lotte Blattl, die aber zweimal stürzte (und nach Rennschluss wegen Auslassens eines Tores disqualifiziert wurde). Schmith-Couttet mit Nr. 3 war um 20 Sekunden schneller als die Österreicherin. Es war zu diesem Zeitpunkt bereits klar, dass die Französin, bereits Abfahrtsdritte, jene war, die es zu schlagen galt. Marysette Agnel und Anne Heggtveit verdarben sich ihre anfangs guten Chancen durch Stürze, Lucille Wheeler blieb zwar sturzfrei, doch war sie zu langsam. Als erste Schweizerin kam mit Nr. 7 Madeleine Berthod, die in ihrem bekannten wuchtigen Stil in 1:39,7 die zu diesem Zeitpunkt zweitbeste Zeit erreichte. Eine Analyse ergab, dass sie vorerst klar vor Schmith-Couttet (36,2 gegenüber 38,4 s) gelegen war, dann aber im Zielhang erwischte sie die Tore von der falschen Seite.

Jannette Burr (Nr. 9) bestach durch Eleganz und schob sich auf Rang 3.

Ida Schöpfer (wie in der Abfahrt mit Nr. 10) fuhr offenbar mit Rücksicht auf die Kombination vorsichtiger. Trude Klecker (Nr. 12) vergab durch zwei Stürze jegliche Chancen. Die dritte Österreicherin, Jaretz (Nr. 13) schnitt befriedigend ab, aber sie hatte im oberen Teil bei jedem Tor zu viel Querstellung zum Hang gehabt, da nützten auch ihre Schlittschuhschritte im flacheren Bereich wenig, um das Versäumte aufzuholen. Mahringer fuhr zwar außerordentlich schön, nur schwang sie zu weit aus – und nach ihren 1:43,6 klar, dass es für die ÖSV-Damen keine Medaillen gab, und es war im Team eine kriselnde Stimmung festzustellen gewesen. Das deutsche Team schnitt zwar besser ab, doch blieben noch einige Wünsche offen – wobei für das zurückbleibende Resultat von Evi Lanig doch auch ihre hohe Startnummer verantwortlich war. Bei den Italienerinnen hatte nur Pélissier überzeugt, Seghi enttäuschte, Maria Grazia Marchelli versagte.

### Slalom
| Platz | Land | Sportlerin               | Zeit (min) |
| ----- | ---- | ------------------------ | ---------- |
| 1     | AUT  | Trude Klecker            | 2:01,93    |
| 2     | SUI  | Ida Schöpfer             | 2:03,03    |
| 3     | SWE  | Sarah Thomasson          | 2:03,71    |
| 4     | AUT  | Regina Schöpf            | 2:03,76    |
| 5     | NOR  | Margit Hvammen           | 2:04,71    |
| 6     | BRD  | Ossi Reichert            | 2:04,73    |
| 7     | CAN  | Anne Heggtveit           | 2:05,43    |
| 8     | AUT  | Erika Mahringer          | 2:05:45    |
| 9     | ITA  | Celina Seghi             | 2:05,58    |
| 10    | USA  | Katy Rodolph             | 2:06,34    |
| 11    | NOR  | Borghild Niskin          | 2:06,80    |
| 12    | FRA  | Marysette Agnel          | 2:06,97    |
| …     |      |                          |            |
| 14    | BRD  | Evi Lanig                | 2:09,56    |
| 16    | SUI  | Madeleine Berthod        | 2:12,34    |
| 17    | BRD  | Mirl Buchner-Fischer     | 2:12,29    |
| 19    | ITA  | Maria Grazia Marchelli   | 2:14,29    |
| 20    | ČSR  | Eva Malá                 | 2:14,50    |
| 21    | POL  | Maria Kowalska           | 2:14,99    |
| 23    | BRD  | Marianne Seltsam         | 2:18,20    |
| 24    | FRA  | Lucienne Schmith-Couttet | 2:18,88    |
| 24    | USA  | Jannette Burr            | 2:18,88    |
| 26    | HUN  | Károlyné Kóváry          | 2:20,50    |
| 28    | FRA  | Paula Erny-Peauger       | 2:21,09    |
| 30    | AUT  | Luise Jaretz             | 2:28,04    |
| 32    | DDR  | Sigrid Eiselt            | 2:36,94    |
| 34    | ISL  | Jakobína Jakobsdóttir    | 3:01,27    |

Weltmeisterin 1952: Andrea Mead-Lawrence (USA)

Datum: 6. März 1954

Länge: 465 m, Höhenunterschied: 155 m; Tore: 1. Lauf 40 (Kurssetzer Hasse Hansson, SWE); 2. Lauf 39 (Kurssetzer Toni Seelos, AUT)

Am Start waren 38 Läuferinnen, 34 von ihnen kamen ins Ziel

Der Slalom, der am selben Hang wie jener der Herren ausgetragen wurde, stand auch im Zeichen der Kombination, in der zu diesem Zeitpunkt Schmith-Couttet mit 0,64 Punkten vor Schöpfer (4,20), Berthod (5,37) Burr (6,02), Jaretz (7,94), Klecker (11,20) und Mahringer (12,79) voranlag.
Der Kurs von Hansson wies einige giftige Stellen auf, während der von Seelos flüssiger und schneller gesetzt war.
Margit Hvammen eröffnete mit 63,12, schon Klecker war in 61,32 deutlich voran. Buchner begrub ihre Chancen durch einen Sturz im obersten Streckenteil.
Nach den beiden gut gefahrenen Schöpf und Heggtveit kam mit Berthod die erste SSV-Fahrerin. Sie ging aufs Ganze und brachte mit beruhigender Sicherheit die absolut zweitbeste Laufzeit. Marianne Seltsam wirkte ruhig, aber temperamentlos. Schöpfer überraschte mit einer der besten Zeiten. Burr verscherzte sich mit einem Sturz im obersten Teil ihre Chancen, Jaretz wirkte von allen guten Geistern verlassen. Auch Erny-Peauger und Mahringer taten zu wenig. Mit Nr. 20 kam Schmitt-Couttet, die nicht gewilligt schien, sich von taktischen Überlegungen leiten zu lassen, doch schon nach wenigen Toren war das Unheil geschehen – Sturz, weit abgerutscht. Thomassons dritte Zeit sorgte für eine nicht geringe Überraschung.
Das Zwischenklassement in der Kombination war praktisch auf den Kopf gestellt, es gab durch Berthod und Schöpfer eine Schweizer Doppelführung.

Nach Hvammens Lauf genügte Klecker (wie es sich herausstellen sollte) die dritte Durchgangszeit für den Titel. Sie fuhr etwas vorsichtiger, stemmte mehr, war aber trotzdem schnell – eher war es bei ihr eine Frage der Nerven, doch diese hielten durch. Sie ließ sich lange nicht gratulieren, und als die Gratulationstour begann, bei der Niederösterreicherin die Anspannung wegfiel, war ihr Verhalten eher ähnlich einer Begräbnisstimmung.
Buchner zeigte nun ihr wahres Können, Schöpf (als Seelos-Schülerin) holte mit einer der schönsten Fahrten in 60,28 s Laufbestzeit. Berthod wollte aber mehr als nur den Kombinationssieg, stürzte, verlor 15 Sekunden, was ihr aber doch noch eine Chance einräumte. Nachdem Seltsam gestürzt war, galt das Interesse Ida Schöpfer, die aber auch nicht auf Sicherheit fuhr. Ihre starke Fahrt brachten ihr nebst dem Weltmeistertitel in der Kombination auch noch Slalomsilber, was jegliche Diskussionen verstummen ließ. Reichert und Seghi (sie war nochmals vom jugendlichen Draufgängertum gepackt worden) und auch Mahringer verbesserten sich – Schmitt-Couttet konnte 10 Sekunden gegenüber Berthod gutmachen.

Die Stimmung bei den Österreicherinnen hatte sich mit drei Läuferinnen in den ersten Zehn sprungartig gesteigert, die Slalom-Überraschungen waren aber wohl Schöpfer und Thomasson. Ann Heggtveit und Margit Hvammen bestätigten, dass sie zur internationalen Spitzenklasse zählen, die deutschen Mädchen kämpften nicht sonderlich glücklich, wobei Reichert noch zu einem schönen 6. Rang kam. Seghi hatte zwar gegen die Besten nichts mehr zu bestellen, feierte aber einen Achtungserfolg.

### Kombination
| Platz | Land | Sportlerin               | Punkte |
| ----- | ---- | ------------------------ | ------ |
| 1     | SUI  | Ida Schöpfer             | 4,75   |
| 2     | SUI  | Madeleine Berthod        | 8,20   |
| 3     | FRA  | Lucienne Schmith-Couttet | 8,57   |
| 4     | AUT  | Erika Mahringer          | 10,14  |
| 5     | USA  | Katy Rodolph             | 10,75  |
| 6     | AUT  | Trude Klecker            | 11,50  |
| 7     | BRD  | Ossi Reichert            | 11,90  |
| 8     | NOR  | Borghild Niskin          | 12,03  |
| 9     | USA  | Jannette Burr            | 12,45  |
| 10    | SWE  | Sarah Thomasson          | 12,89  |
| …     |      |                          |        |
| 12    | BRD  | Mirl Buchner-Fischer     | 14,23  |
| 13    | ITA  | Anna Pellissier          | 17,78  |
| 14    | CAN  | Anne Heggtveit           | 18,17  |
| 15    | AUT  | Luise Jaretz             | 18,67  |
| 16    | ITA  | Celina Seghi             | 21,21  |
| 17    | BRD  | Evi Lanig                | 22,14  |
| 20    | ITA  | Maria Grazia Marchelli   | 28,59  |
| 21    | ČSR  | Ludmila Bajerová         | 29,24  |
| 25    | POL  | Maria Kowalska           | 38,95  |
| 26    | HUN  | Karólyné Kóvári          | 43,69  |
| 29    | DDR  | Sigrid Eiselt            | 86,06  |

Keine Austragung Weltmeisterschaften 1952

Am Start waren 40 Läuferinnen, 29 von ihnen klassierten sich. Die Positionen wurden nach einem Punktesystem aus den Ergebnissen der Abfahrt, des Riesenslaloms und des Slaloms ermittelt.:

## Medaillenspiegel
| Platz | Land               |   |   |   |   |
| ----- | ------------------ | - | - | - | - |
| 1     | Norwegen           | 3 | – | – | 3 |
| 2     | Österreich         | 2 | 3 | 3 | 8 |
| 3     | Schweiz            | 2 | 3 | – | 5 |
| 4     | Frankreich         | 1 | 1 | 2 | 4 |
| 5     | BR Deutschland     | – | 1 | – | 1 |
| 6     | Schweden           | – | – | 2 | 2 |
| 7     | Vereinigte Staaten | – | – | 1 | 1 |